# McLaren MP4/10
La McLaren MP4/10 fu la vettura di Formula 1 con la quale la McLaren partecipò al campionato del 1995.

## Contesto

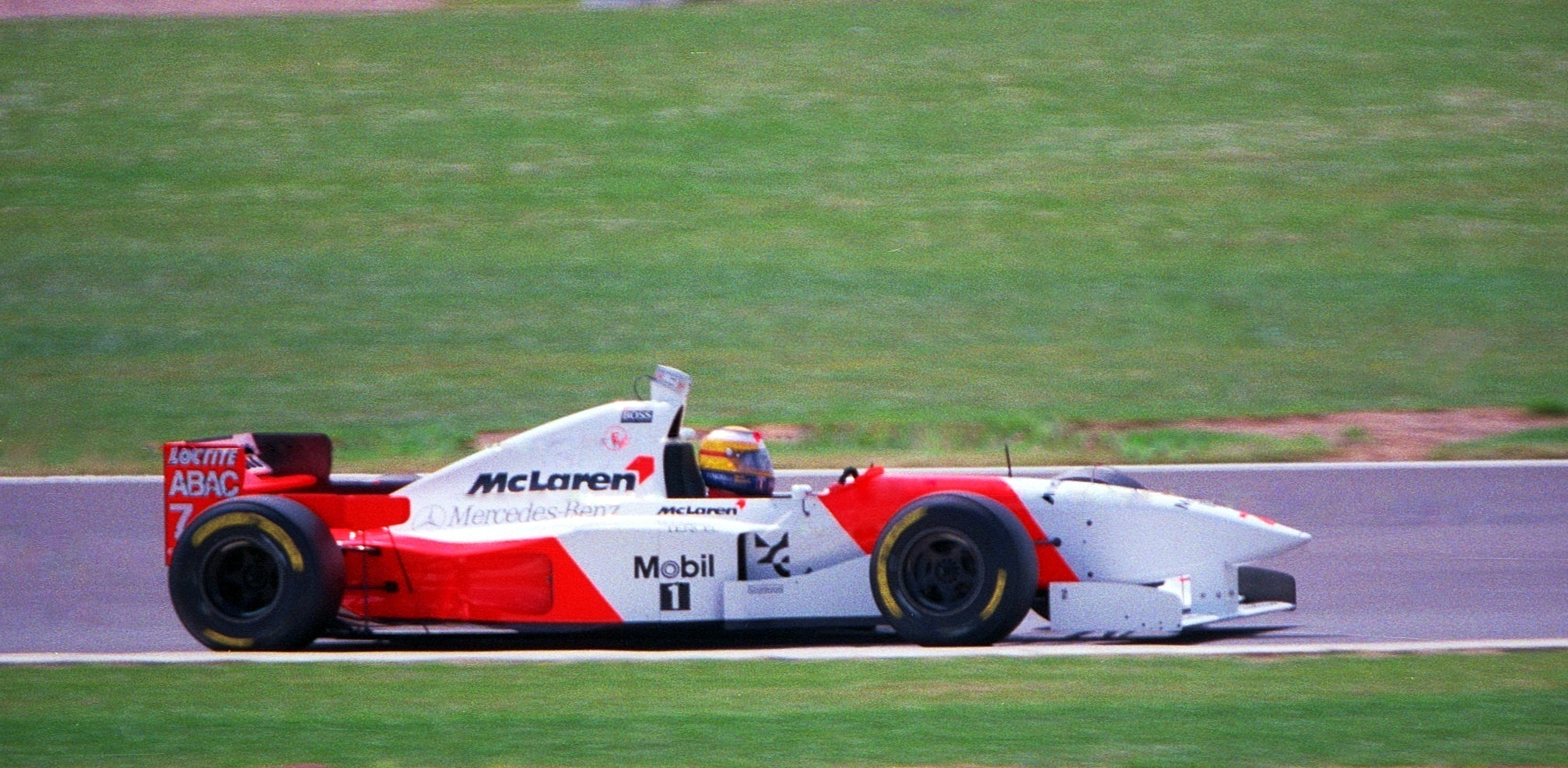
Mark Blundell, nuovo pilota McLaren, in azione a Silverstone

I piloti furono Mika Häkkinen alla sua seconda stagione e Mark Blundell. La macchina, per alcune gare, fu guidata anche da Nigel Mansell e Jan Magnussen. In realtà Mansell avrebbe dovuto essere il pilota ufficiale, ma visti gli scarsi risultati della vettura, la lasciò definitivamente dopo due sole gare, dopo aver saltato, tra l'altro, le prime due della stagione.
La MP4/10 è la prima vettura a montare i motori Mercedes-Benz, dando inizio a una partnership longeva tra la squadra britannica e il motorista tedesco che durò per ben 20 stagioni, sino al termine del 2014, quando la McLaren abbandonerà i propulsori della casa di Stoccarda in luogo V6 turbo-ibridi della Honda.
Stesso discorso vale per il fornitore di lubrificanti e benzina, vale a dire Mobil, che diventa nuovo sponsor McLaren al posto di Shell e rimarrà tale sino alla fine del 2016, quando l'azienda petrolifera statunitense si accaserà alla Red Bull Racing e Castrol diverrà nuovo sponsor del team inglese.

## Tecnica

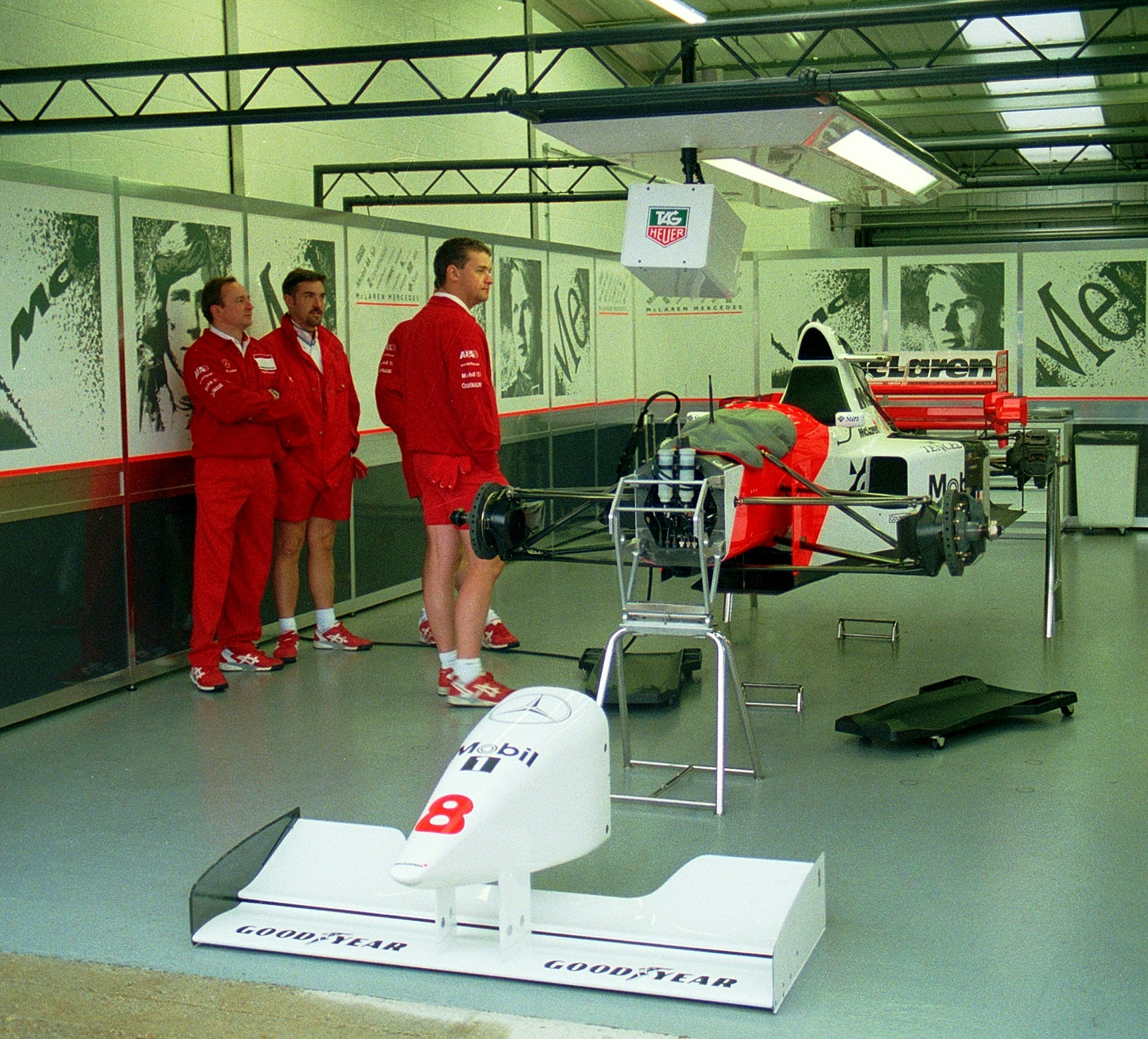
La McLaren MP4/10B di Blundell ai box

Da questa stagione iniziò la collaborazione con la Mercedes-Benz che divenne fornitrice dei motori della scuderia dopo l'interruzione del deludente rapporto con la Peugeot. Le gomme erano fornite da Goodyear. Durante la stagione furono utilizzate inoltre altre due versioni della vettura: la MP4/10-B e la MP4/10-C. La prima ottenne buoni risultati, la seconda invece, venne accantonata quasi subito.
Il telaio, costruito con la tecnologia presa in prestito dalla Hercules Aerospace, prevedeva palline di materiale ceramico all'interno delle strutture in carbonio, mentre le sospensioni ricalcano lo schema delle MP4/9, in quelle posteriori i triangoli inferiori passano sopra il profilo estrattore per non disturbare il flusso d'aria che passa sotto.
Per questo campionato il team britannici ha usato un propulsore Mercedes-Benz F0110D da 3000 cc, dalle dimensioni ridottissime soprattutto nella parte bassa dove si concilia con il fondo scalinato. il motore sviluppato in collaborazione con la Ilmor Engineering Ha una V di 75° che gli permette di alloggiare all'interno della V tutti gli accessori pneumatici ed idraulici sia della monoposto che del motore. Il motore gira a 15.600 giri/min ed è gestito dal sistema TAG 2.12F. 
Aggiornata anche l'aerodinamica: muso alto e stretto e pance si restringono a "Coca-Cola" in modo accentuato. Sul cofano motore, dietro lo sfogo della presa d'aria del motore, imposto dal regolamento, è piazzato un alettone supplementare per circuiti lenti che funge anche da tappo aerodinamico. Il fondo scocca è scalinato. 

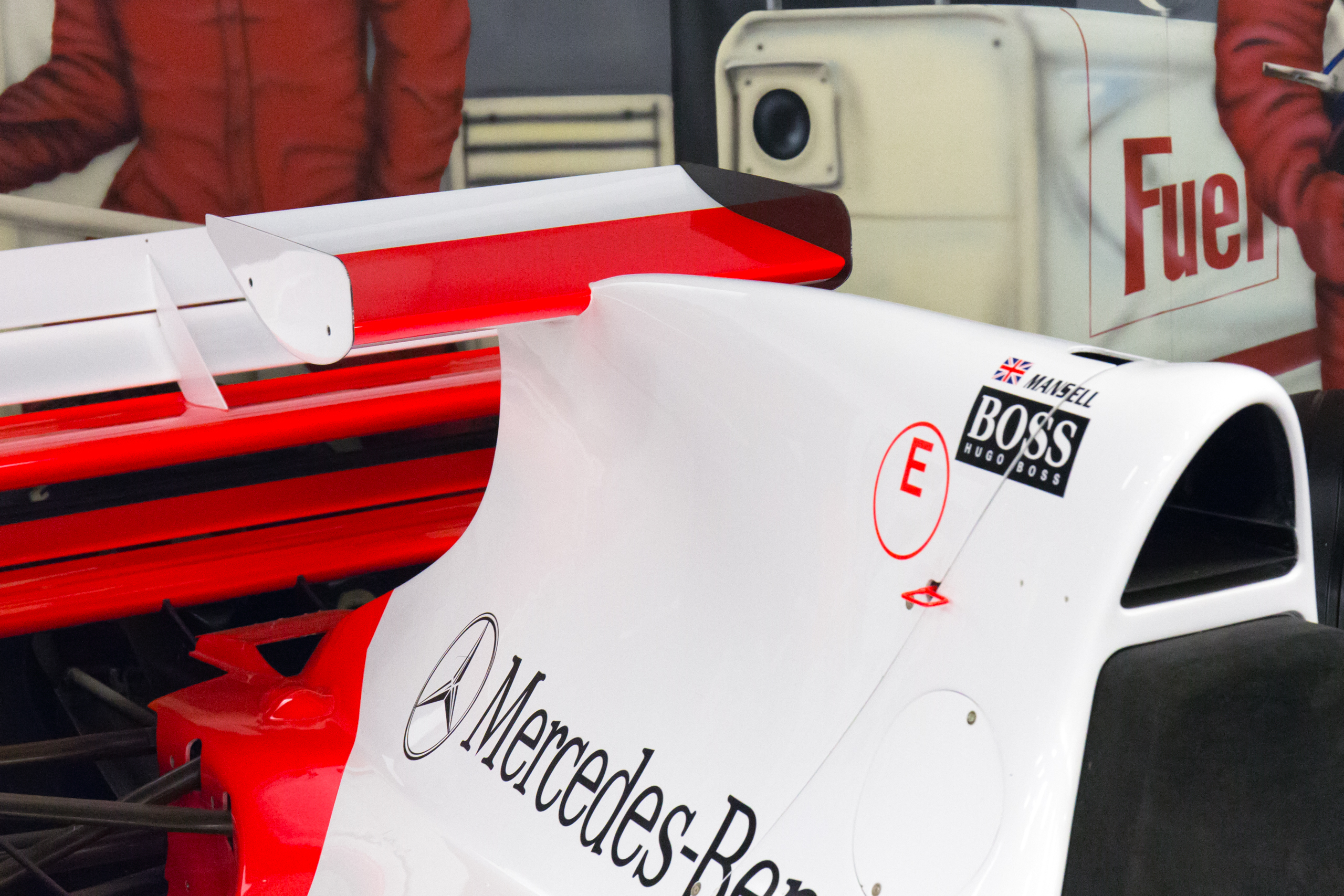
L'insolito alettone supplementare montato sul cofano motore delle due MP4/10.

## Livrea

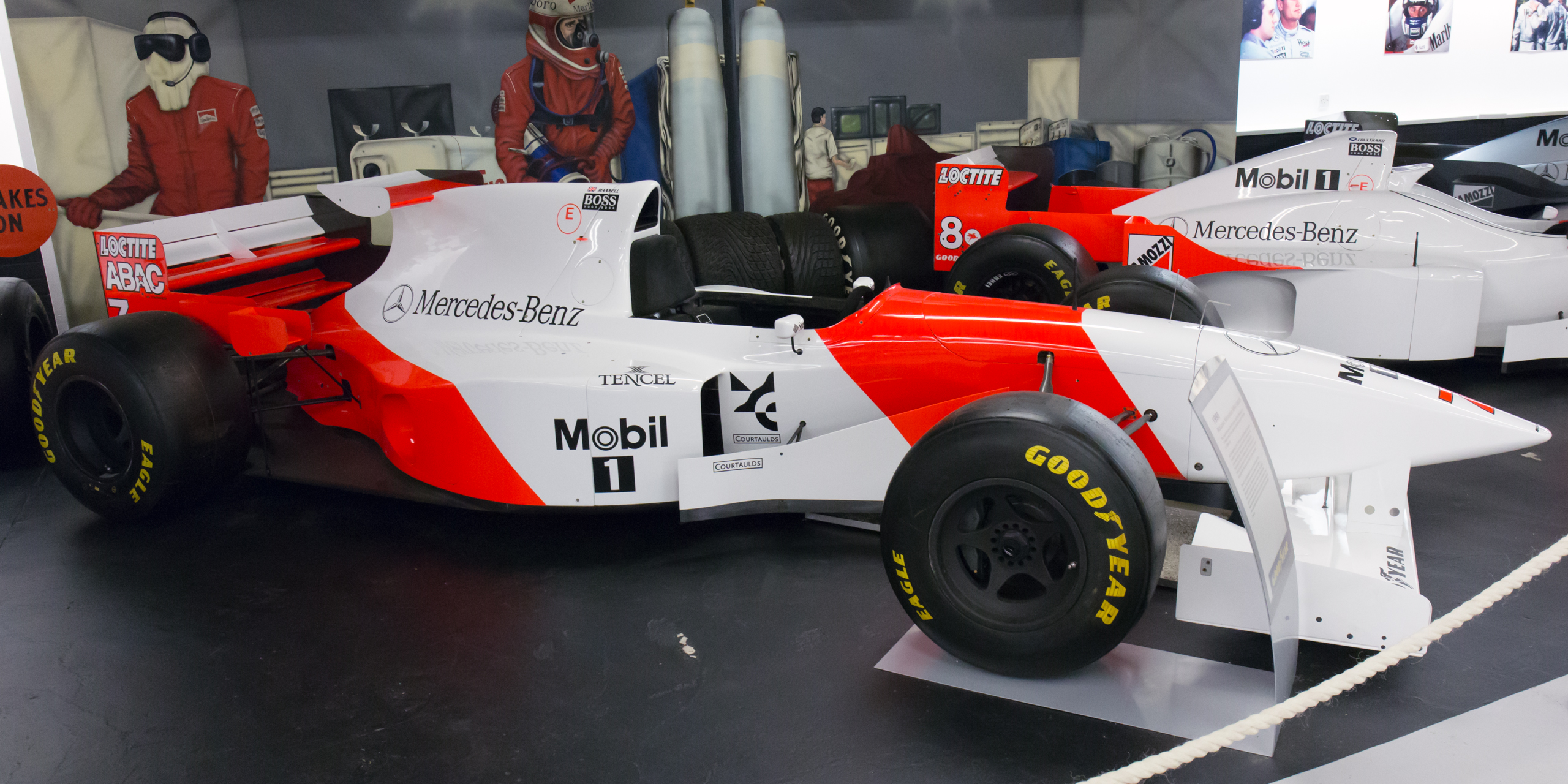
Livrea della MP4/10B.

Livrea praticamente invariata anche in quest'occasione, con i classici colori bianco e rosso che rappresenteranno lo sponsor Marlboro sulla McLaren.

## Stagione

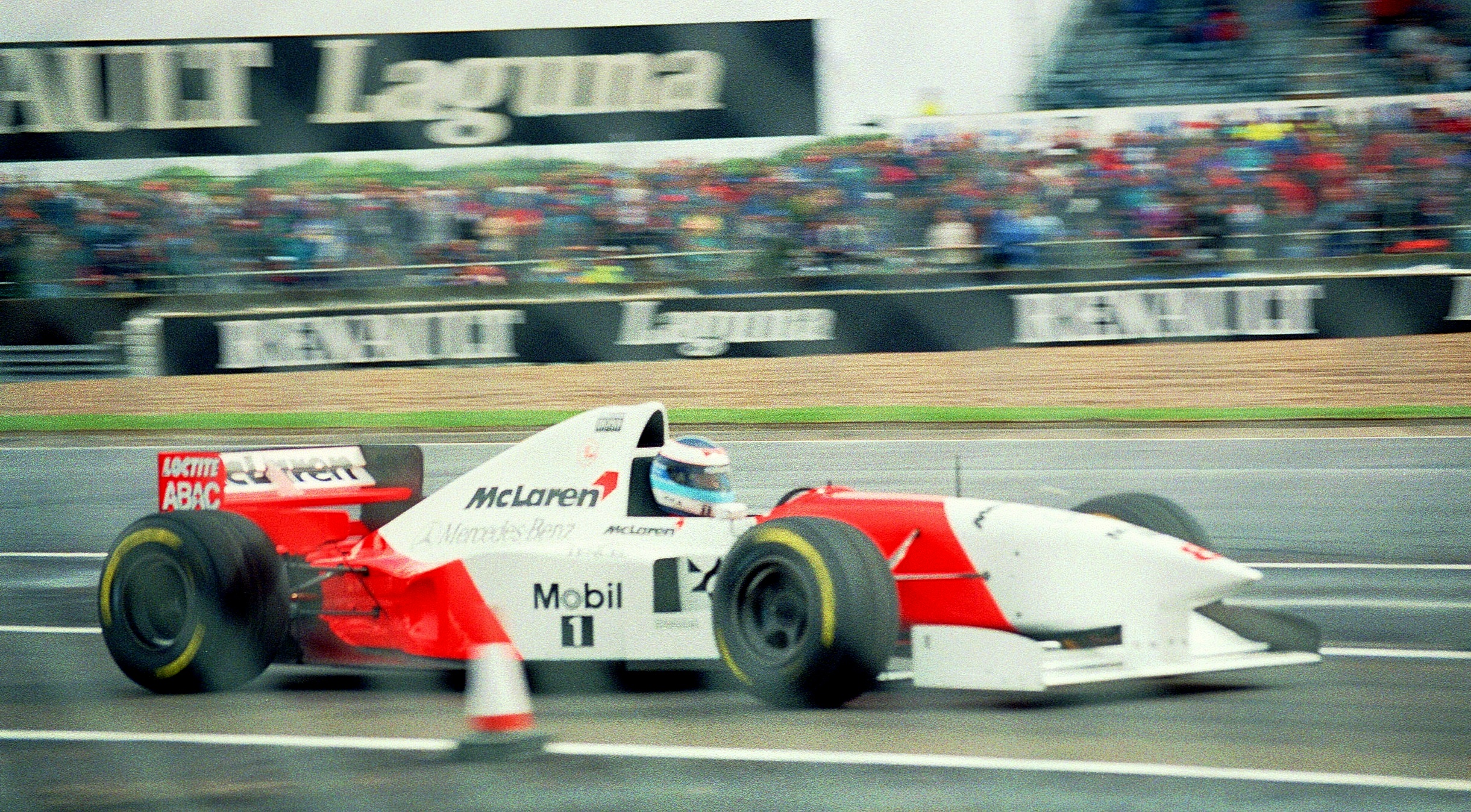
Hakkinen esce dalla pit lane durante il Gran Premio di Gran Bretagna

Come nella stagione precedente, il team ebbe numerosi problemi durante tutto il corso della stagione in fatto di affidabilità e competitività, sia con i piloti ufficiali che con i sostituti. La McLaren salì solo due volte sul podio, con Hakkinen che centrò due secondi posti: uno a Monza e uno a Suzuka. Il finlandese saltò tuttavia il Gran Premio del Pacifico per un'appendicite, venendo sostituito dal danese Jan Magnussen, alla prima apparizione in un Gran Premio. Hakkinen subì anche un grave infortunio durante le prove dell'ultima gara in Australia, entrando per due giorni in coma. I risultati conseguiti da Hakkinen e Blundell, che andarono a punti solo 10 volte in 17 gare, consentirono alla scuderia di giungere al quarto posto nel campionato costruttori, con 30 punti.

## Piloti
| Piloti ufficiali       | Piloti ufficiali | Piloti ufficiali |
| Nazione                | Nome             | Numero           |
| ---------------------- | ---------------- | ---------------- |
| Regno Unito (bandiera) | Mark Blundell    | 7                |
| Regno Unito (bandiera) | Nigel Mansell    | 7                |
| Finlandia (bandiera)   | Mika Häkkinen    | 8                |
| Danimarca (bandiera)   | Jan Magnussen    | 8                |

## Risultati in Formula 1
| Anno | Team                      | Motore                  | Gomme | Piloti    |   |     |    |     |     |     |     |     |     |     |     |   |     |     |    |   |    | Punti | Pos. |
| ---- | ------------------------- | ----------------------- | ----- | --------- | - | --- | -- | --- | --- | --- | --- | --- | --- | --- | --- | - | --- | --- | -- | - | -- | ----- | ---- |
| 1995 | Marlboro McLaren Mercedes | Mercedes FO 110 3.0 V10 | G     | Blundell  | 6 | Rit |    |     | 5   | Rit | 11  | 5   | Rit | Rit | 5   | 4 | 9   | Rit | 9  | 7 | 4  | 30    | 4º   |
| 1995 | Marlboro McLaren Mercedes | Mercedes FO 110 3.0 V10 | G     | Mansell   |   |     | 10 | Rit |     |     |     |     |     |     |     |   |     |     |    |   |    | 30    | 4º   |
| 1995 | Marlboro McLaren Mercedes | Mercedes FO 110 3.0 V10 | G     | Häkkinen  | 4 | Rit | 5  | Rit | Rit | 7   | Rit | Rit | Rit | Rit | Rit | 2 | Rit | 8   |    | 2 | NP | 30    | 4º   |
| 1995 | Marlboro McLaren Mercedes | Mercedes FO 110 3.0 V10 | G     | Magnussen |   |     |    |     |     |     |     |     |     |     |     |   |     |     | 10 |   |    | 30    | 4º   |